# Fântânele (Suceava)
Fântânele is een Roemeense gemeente in het district Suceava.

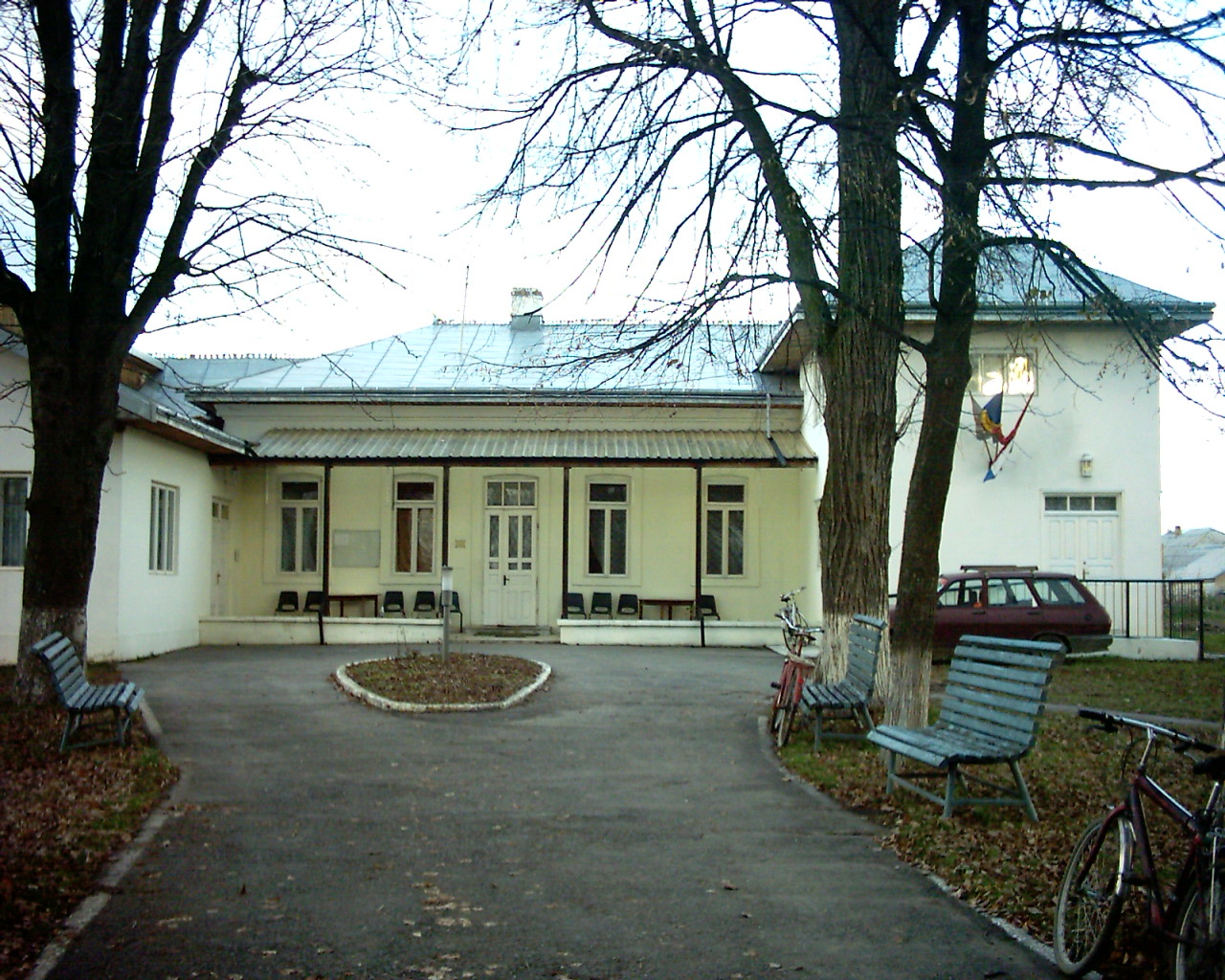
Ziekenhuis van Fântânele

Fântânele telt 4915 inwoners.